# Arméns rid- och körskola
Arméns rid- och körskola (RS) var en fack- och funktionsskola för infanteriet och kavalleriet inom svenska armén som verkade i olika former åren 1868–1970. Skolan var förlagd i Strömsholms slott i Strömsholm.

## Historia
En stallstat anlades här 1621 för att förse den svenska armén med hästar. När Clas Adam Ehrengranat tillträdde som chef för Flyinge stuteri 1817 startade han även en ridskola främst för unga kavalleriofficerare, där eleverna gick två, tre eller till och med fyra år långa utbildningar innan dom återvände till sina hemförband. När Stuteriöverstyrelsen 1837 upplöste stuteriet på Flyinge och omvandlade det till en hingststation, begärde Ehrengranat avsked och ridskolan på Flyinge upphörde. För att uppfylla arméns utbildningsbehov i ridkunskap så inrättades Ridskolan vid Strömsholms stuteri i juli 1868, där det fanns god tillgång av hästar och ett ridhus. Skolledningen bestod av en chef och två lärare i ridning. Som chef för Strömsholms stuteri och ridskola utsågs förste hovstallmästaren Waloddi Fischerström som bland annat var utbildad vid Spanska ridskolan i Wien, han kom att stanna på chefsposten för skolan i 24 år. År 1871 avvecklades stuteriet och verksamheten övergick till hingstdepå för ett 80-tal hingstar. År 1956 flyttades en del hingstar till Flyinge kungsgård i Flyinge och hingstdepån lades ner. År 1885 fick Strömsholm också en remontdepå för att förse armén med inridna och inkörda hästar. Den verksamheten började avvecklas 1925, men återkom åren 1941–1955.
Inför försvarsbeslutet 1948 föreslog regeringen att Livregementet till häst (K 1) skulle avvecklas. Istället skulle regementet ersättas av en mobiliseringscentral, vilken av 1945 års försvarskommitté föreslogs att förläggas till Ridskolan på Strömsholm. Med förslaget att förlägga en mobiliseringscentral till Strömsholm skulle även övningstruppen vid Ridskolan uppgå till en reducerad skvadron. Arméchefen föreslog dock att mobiliseringscentralen skulle delas i två delar, en i Strömsholm och en i Stockholm. Dock kom en skvadron ur Livregementet till häst kvarstå efter regementets avveckling, vilken bildade Livgardesskvadronen. Till Livgardesskvadronen anslöts ridskolans mobiliseringscentral.
Vid 1955 års riksdag föreslog regeringen för riksdagen att ridskolan vid Strömsholm och Utnäslöts remontdepå skulle avvecklas. Bakgrunden till förslaget var arméchefen föreslagit att remont- och körutbildningen från budgetåret 1957/1958 skulle förläggas till Norrlands dragonregemente.
Vid 1957 års riksdag hävdes beslutet om att avveckla ridskolan, det efter att civila intressen väckt frågan om att behålla ridskolan vid Strömsholm. Även om regeringen ansåg att ridskolan av ekonomiska skäl borde förläggas till Umeå garnison. Bakom förslaget att behålla ridskolan i Strömsholm låg företrädare ur armén, skogsbruket, lantbruket, ridfrämjandet och polisväsendet. Regerings förslag till riksdagen utformades därmed till att behålla verksamheten i Strömsholm, men att omorganisera den till Arméns rid- och körskola. Arméns rid- och körskola skulle utöver den militära verksamheten även anordna civila kurser. Därmed antog skolan från den 1 juli 1957 namnet Arméns rid- och körskola.
Vid 1968 års riksdag föreslog regeringen för riksdagen att Arméns rid- och körskola skulle avvecklas och upplösas den 1 juli 1970. Bakgrunden till förslaget var att arméns krigsförband successivt tillfördes i en högre grad bandvagnar som transportmedel. vilket samtidigt medförde ett mindre behov av hästar samt utbildning av personal i beriden tjänst och anspannstjänst. Avvecklingen av skolan gjordes i olika etapper, där utbildningen upphörde den 1 juli 1968 och skolan utgick ur arméns fredsorganisation den 1 juli 1970. Efter avvecklingen kom ridskolan att drivas vidare i ridfrämjandets regi som Ridskolan Strömsholm och senare i Svenska Ridsportförbundets regi.

## Verksamhet
På Ridskolan undervisade man i ridning, körning, krigsvetenskap, veterinärlära, hovbeslag, vapenföring och gymnastik. Från början hade skolan 14 elever per kurs som varade i sex månader som senare utökades till tio månader. Därefter kunde eleven få en förnyad kommendering som stallmästarelev, senare benämnd två års elev, som förberedelse för en lärartjänst på skolan eller en stallmästartjänst vid ett truppförband. Utbildningen bedrevs mellan 1868 och 1876 nästan uteslutande som skolridning i ridhuset. Från 1876 infördes ett krav att elever från kavalleriet skulle medföra två tjänstehästar, samtidigt så förlängdes utbildning till tio månader och flyttades utomhus under sommaren. Därmed gjorde hoppningen sitt intåg i utbildningen. 1886 infördes terrängridning i utbildningsprogrammet, som fick ett stark uppsving när Gustaf Nyblæus blev lärare 1898.
I 1936 års försvarsordning fastställdes att ridskolan skulle ha tre kurser:
- Subalternofficerskursen på tio månader som syftade att utbilda officerare för deras roll som instruktörer inom ridning och körning vid truppförband.
- Allmänna furirskursen på tio månader som syftade att utbilda underofficerare för en roll som remontryttare.
- Infanterifurirskursen på tio veckor som gav en grundläggande kör och ridutbildning.

Från 1957 kom skolan även att anordna civila kurser som hästkunskap för instruktörer, för skogskörare, instruktörskurser för ridfrämjandet samt utbildning av den beridna polisen. Den militära utbildningen kom åren 1957–1968 att omfatta utbildning av befäl på aktiv stat vid infanteriet och kavalleriet till instruktörer i bland annat körning och ridning.

## Förläggningar och övningsplatser
Arméns rid- och körskola var sedan 1868 förlagd till Strömsholms slott. Intill skolan, i Utnäslöt, fanns åren 1885–1925 och 1941–1955 även en remontdepå. Efter att Arméns rid- och körskola avvecklades, överlämnades stallar och ridhus till ridfrämjandet.

## Heraldik och traditioner
I samband med att riksdagen antogs regeringens förslag om att avveckla Arméns rid- och körskola, bildades stiftelsen Strömsholms sportförening. Stiftelsen fick i ansvar att förvalta officerkårens tillhörigheter. År 1988 omorganiserades stiftelsen till Strömsholms ridsportförening.

## Förbandschefer
- 1868–1892: Waloddi Fischerström[3]
- 1892–1902: Bror Cederström[3]
- 1903–1906: Bengt Axel Eugène Ribbing
- 1906–1908: Philip Rickman von Platen
- 1908–1912: Gustaf Adolf Boltenstern s:r
- 1912–1915: Ernst Linder[10]
- 1915–1921: Nils Fischerström[11]
- 1921–1925: Carl Emil Otto Trägårdh[12]
- 1925–1930: Gustaf Hamilton
- 1930–1934: Henrik Palmstierna[13]
- 1934–1940: Sven Colliander[14]
- 1940–1943: Henric Lagercrantz[15]
- 1943–1953: Harald Strömfelt[16]
- 1953–1959: Gustaf Nyblæus[17]
- 1959–1964: Hans von Blixen-Finecke[18]
- 1964–1968: Berthold Dieden
- 1968–1970: ???

## Namn, beteckning och förläggningsort
| Ridskolan                | 1868-07-04 | – | 1957-06-30 |
| Arméns rid- och körskola | 1957-07-01 | – | 1970-07-01 |

| RS | 1868-07-04 | – | 1970-07-01 |

| Strömsholm/Strömsholms slott (F) | 1868-07-04 | – | 1970-07-01 |

## Galleri

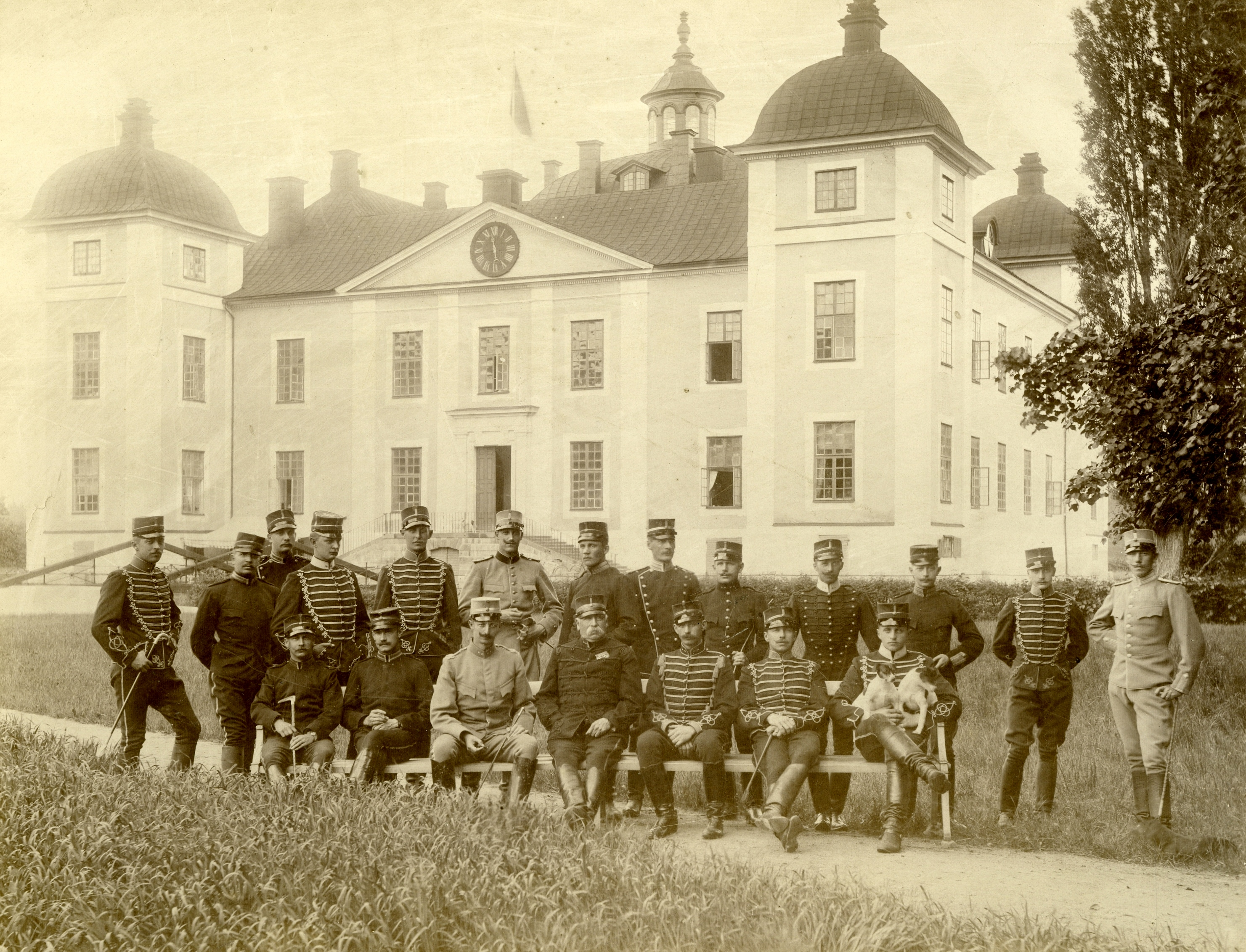
Elever vid Ridskolan på Strömsholm 1897.
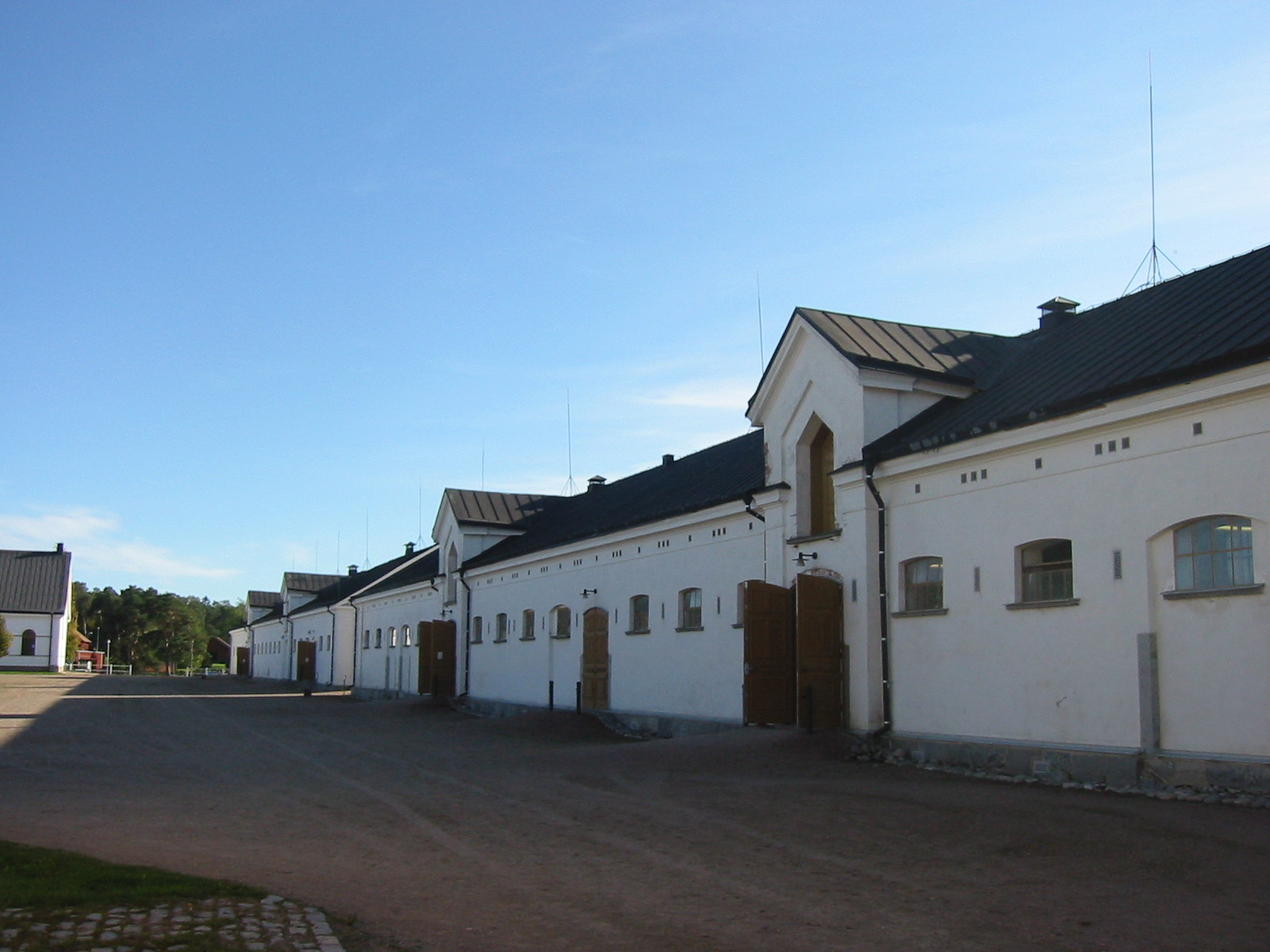
Det stora stallet på ridskolan i Strömsholm.
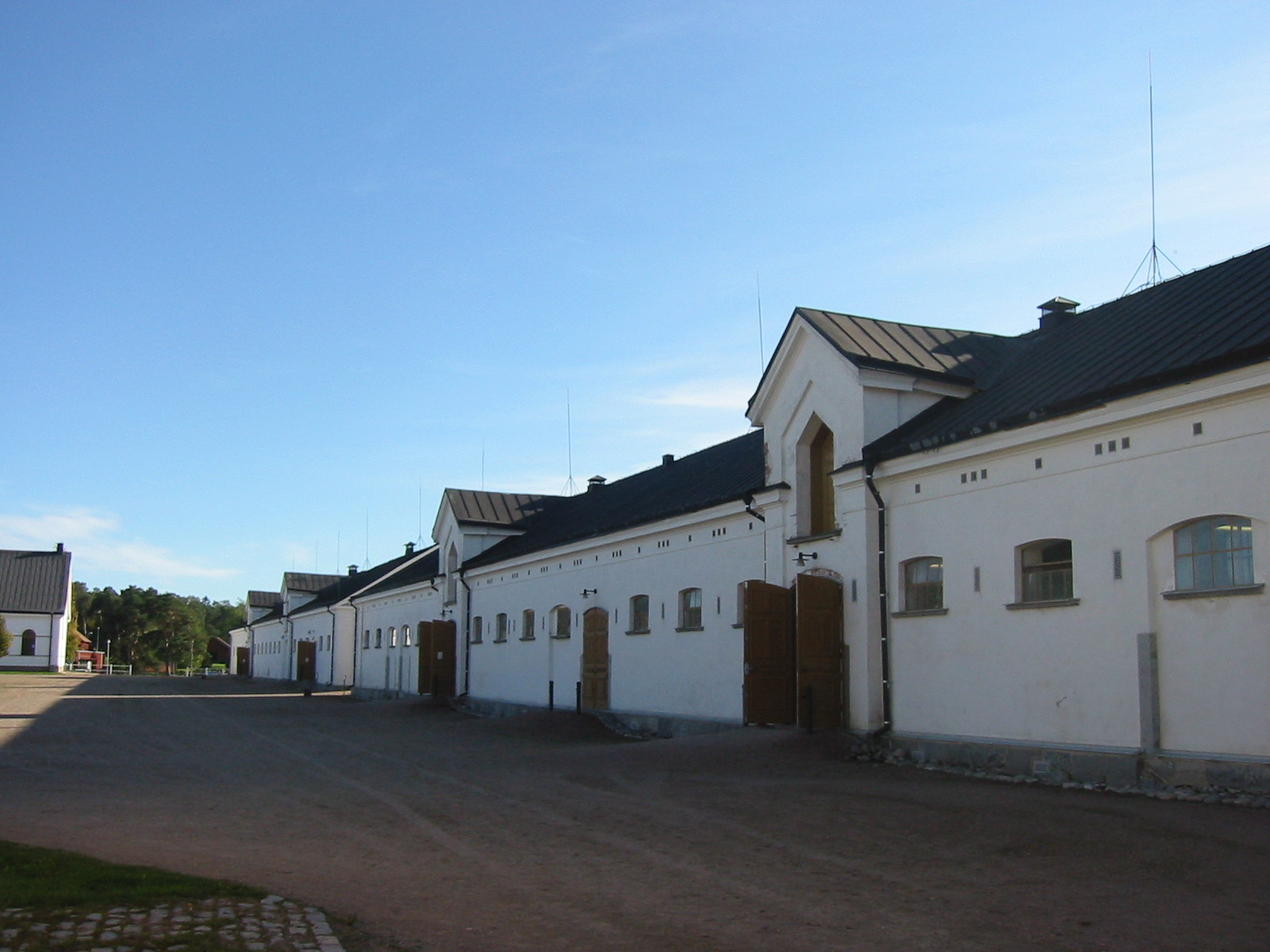
Stallar på Ridskolan Strömsholm.
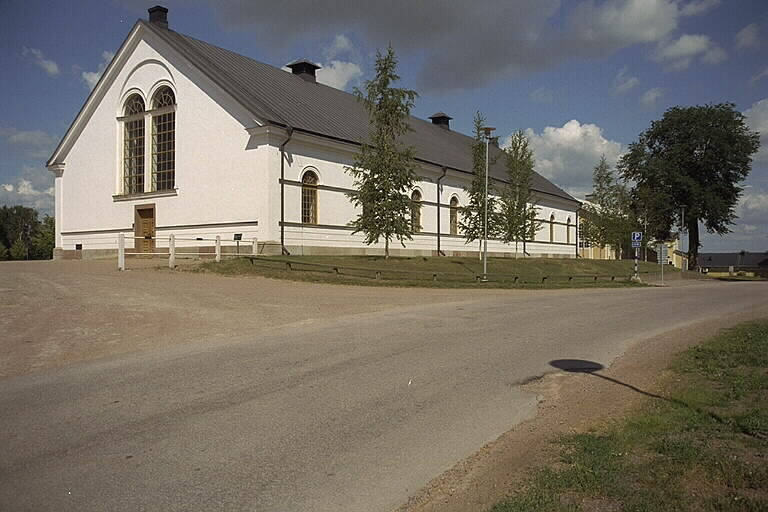
Vita ridhuset.
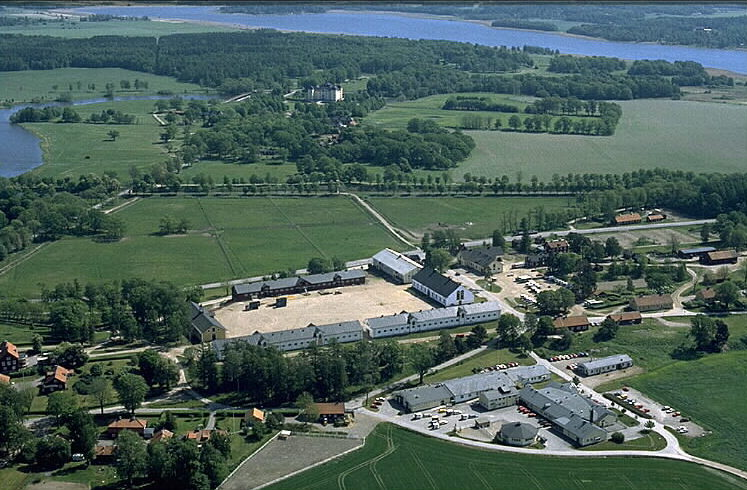
Flygbild över Strömsholms slott
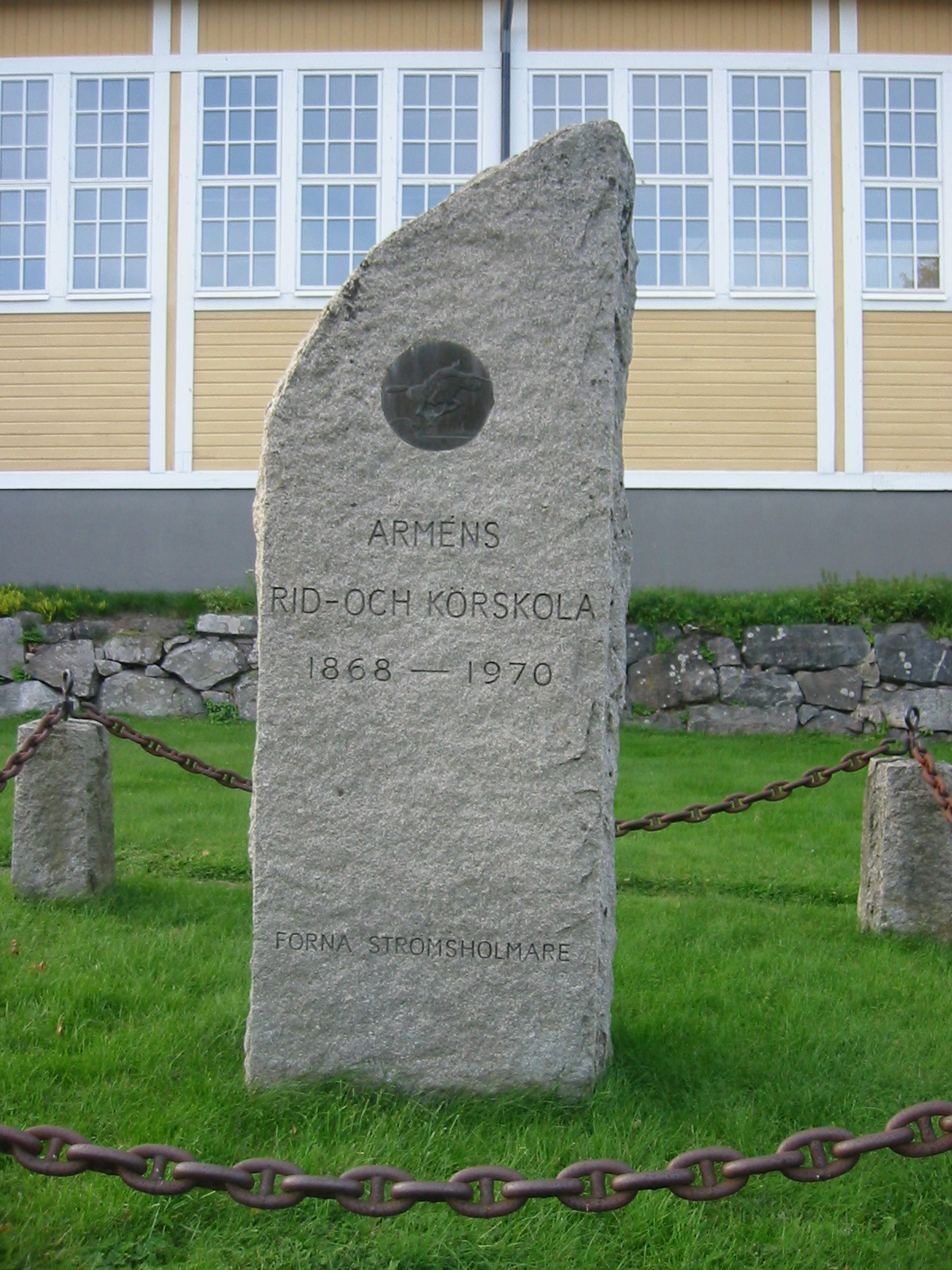
Minnessten över arméns rid- och körskola 1868-1970